# Cmentarz Łostowicki
Cmentarz Łostowicki – cmentarz komunalny o powierzchni ponad 50 ha, położony w południowej części Gdańska, na obszarze Piekliska w dzielnicach administracyjnych Ujeścisko-Łostowice i Siedlce. Największy cmentarz w mieście.
Cmentarz Łostowicki jest w tej chwili jedynym cmentarzem otwartym do bieżącego chowania zmarłych w Gdańsku. Nadzór nad nekropolią sprawuje Gdański Zarząd Dróg i Zieleni. Zajęte jest już 95% powierzchni cmentarza na tradycyjne pochówki. Obecna nazwa cmentarza „Cmentarz Łostowice” jest błędna, ponieważ cmentarz ten nigdy nie leżał na terenie Łostowic, a leży przy ul. Łostowickiej.

## Historia

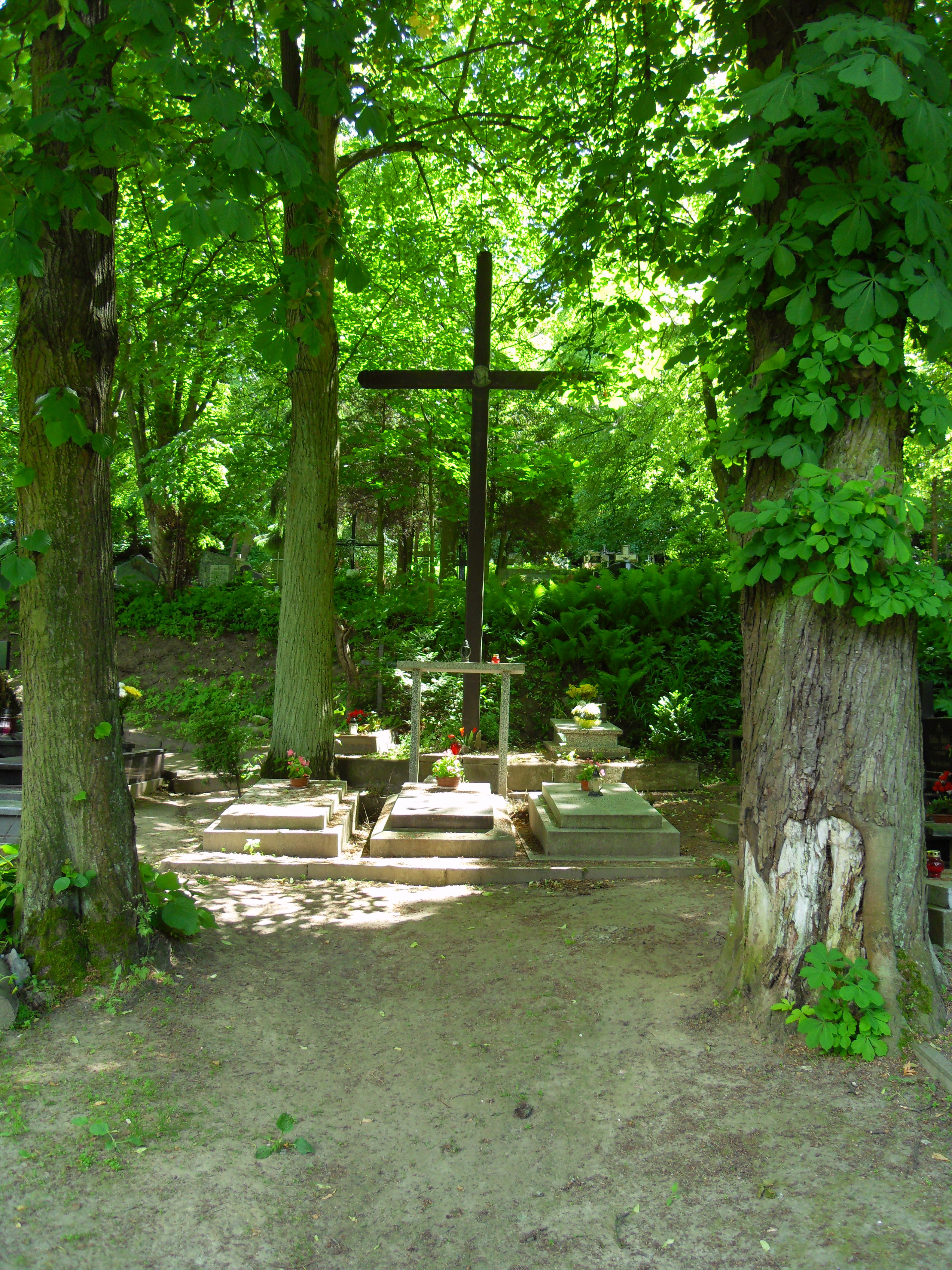
Najstarsza część, cmentarz św. Franciszka

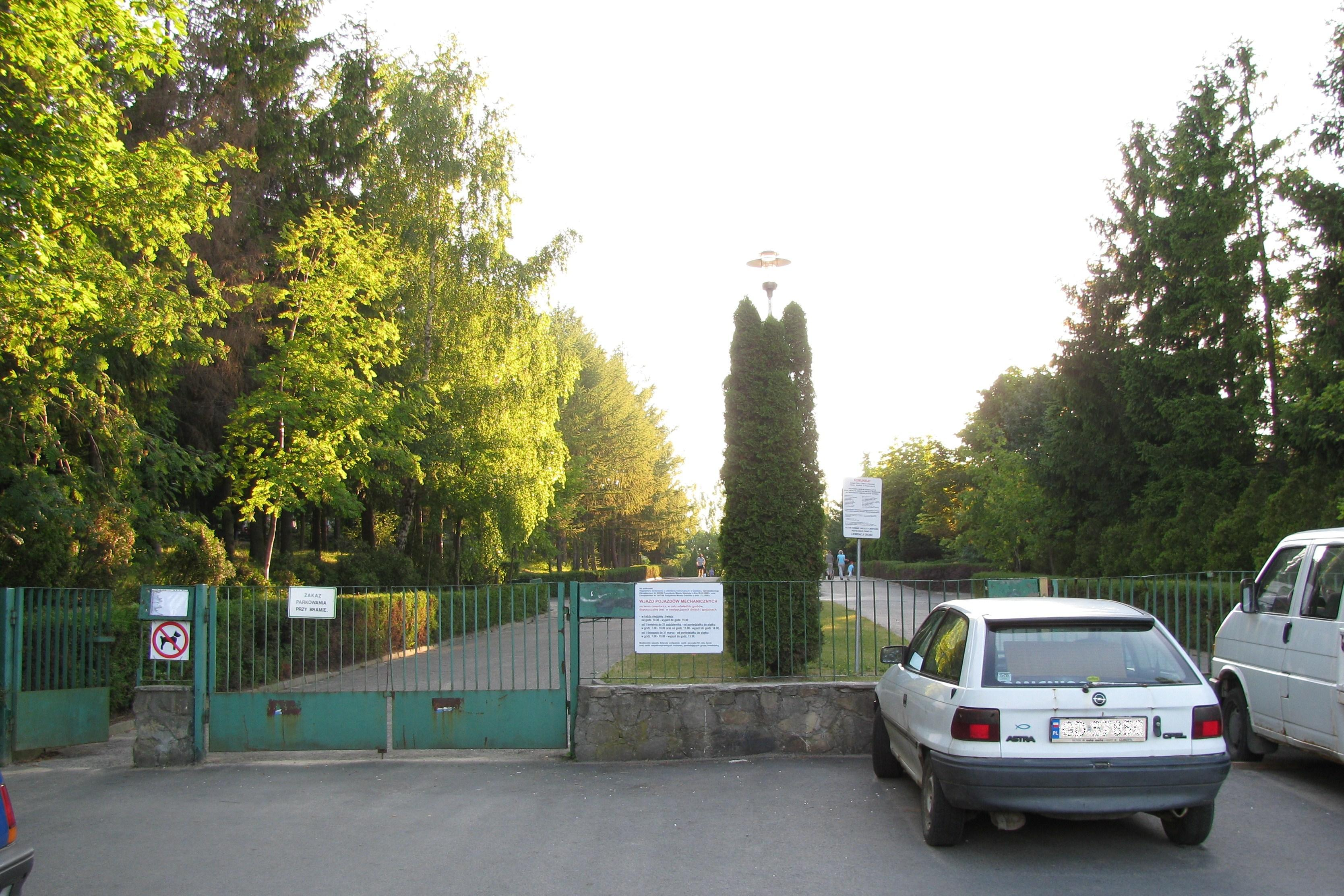
Wejście główne na cmentarz

Początki tej największej gdańskiej nekropolii sięgają założonego około 1906 roku cmentarza przy siedleckim kościele św. Franciszka z Asyżu (zbudowanym w latach 1904–1906). Najstarsza część – cmentarz św. Franciszka (Franziskus Friedhof), wraz z zachowanymi historycznymi nagrobkami, znajduje się od strony ul. Kartuskiej, naprzeciw dworu Krzyżowniki.
Przed II wojną światową ulica, przy której znajdował się cmentarz, nosiła nazwę (niem.) Wonneberger Weg. Po II wojnie światowej zmieniono nazwę na ulicę Łostowicką, od której zaczęto nazywać cmentarz. Cmentarz został przekazany do użytku w 1979 roku.
11 listopada 1998 roku odsłonięto pomnik „Pietà Sybiraków”, zwany też „pomnikiem Matki Polki” lub „Pomnikiem Ofiar Golgoty Wschodu” (zob. Światowy Dzień Sybiraka). Usytuowany jest przy głównej alei cmentarza, w „Kwaterze Sybiraków”. Pomnik powstał dzięki staraniom Związku Sybiraków i Rodziny Katyńskiej.
W 2008 roku na cmentarzu powstała pierwsza na Pomorzu zbiorowa mogiła przeznaczona na pochówki dzieci nienarodzonych.
W latach 2021–2022 powiększono cmentarz o 1,8 ha od strony al. Armii Krajowej i ul. Cedrowej, co przyniosło ponad 2100 dodatkowych miejsc pochówku (8 kwater). We wrześniu 2021 w 68. kwaterze cmentarza, przy głównej alei za pomnikiem Ponarskim, odsłonięto ok. 2,5-metrowy głaz z napisem "Pamięci Polonii Gdańskiej, Kaszubów i Pomorzan / Walczących o Niepodległą oraz ginących w miejscach kaźni i na polach bitew / W latach 1939–1945 / Mieszkanki i Mieszkańcy Gdańska i Pomorza / 2020".

## Pochowani
- Witold Andruszkiewicz (1917–2014) – profesor nauk ekonomicznych, twórca koncepcji Portu Północnego w Gdańsku
- Zbysław Anielak (1944–2009) – lekkoatleta, trener lekkoatletyczny
- Adam Bilikiewicz (1933–2007) – profesor psychiatrii
- Tadeusz Bilikiewicz (1901–1980) – profesor psychiatrii
- Bohdan Borowski (1923–1989) – malarz, rysownik, pedagog PWSSP w Gdańsku
- Antoni Browarczyk (1961–1981) – ofiara stanu wojennego
- Andrzej Chudy (zm. 1996) – dowódca kompanii w Szkolnym Pułku Marynarki Wojennej, członek Okręgowej Komisji Badania Zbrodni Hitlerowskich w Gdańsku
- Jan Cymanowski (1888–1965) – ksiądz infułat, wikariusz kapitulny rzymskokatolickiej diecezji gdańskiej  (cmentarz św. Franciszka)
- Sławomir Dalka (1925–2008) – profesor nauk prawnych
- Romuald Drobaczyński (1930–2012) – reżyser filmowy i dubbingowy
- Kazimierz Filipiak (1910–1992) – duchowny, wikariusz generalny prymasa Polski dla wiernych katolickich obrządku ormiańskiego
- Janusz Gerlecki (1950–2002) – bokser
- Antoni Grabarczyk (1949–2007) – robotnik, działacz opozycji w okresie PRL
- Lech Grzmociński (1927–1984) – aktor filmowy i teatralny
- Ryszard Helak (1940–1995) – wiceminister obrony narodowej, poseł na Sejm
- Jarosław Iwaszkiewicz (1906–85) – profesor otolaryngolog
- Teresa Iżewska (1933–1982) – aktorka filmowa i teatralna
- Emil Kowalski (1955–2008) – klarnecista i saksofonista jazzowy
- Magdalena Kunicka-Paszkiewicz (1955–2015) – współorganizatorka Festiwalu Polskich Wideoklipów Yach Film
- Grzegorz Kurkiewicz (1922–2015) – publicysta, autor wspomnień
- Roman Lipowicz (1900–1991) – specjalista technologii chłodnictwa, profesor Politechniki Gdańskiej
- Waldemar Malak (1970–1992) – sztangista, olimpijczyk
- Irena Maślińska (1918–2002) – aktorka filmowa i teatralna
- Joanna Michałowska-Gumowska (1945–2001) – minister oświaty i wychowania PRL
- Stanisław Mikos (1927–2006) – profesor historii
- Bogusław Nieznalski (1948–2014) – fotograf, działacz opozycji w okresie PRL
- Eugeniusz Ornoch (1941–2004) – lekkoatleta, trener lekkoatletyczny
- Yach Paszkiewicz (1958–2017) – reżyser, współtwórca Festiwalu Polskich Wideoklipów Yach Film
- Jan Pluta (1953–2013) – perkusista grupy Kombi i Kombii
- Paweł Podejko (1914–1996) – profesor muzykologii, organista
- Zbigniew Podlecki (1940–2009) – żużlowiec
- Jan Powierski (1940–1999) – profesor historyk mediewista
- Kazimierz Radowicz (1931–2018) – prozaik, scenarzysta, autor słuchowisk
- Jan Rompczyk (1898–1940) – polski działacz społeczno-kulturalny w Gdańsku zamordowany przez hitlerowców
- Krzysztof Rudziński (1959–2020) – polski urzędnik i menedżer, prezes Pomorskiej Kolei Metropolitalnej (2010–2016)
- Jerzy Samp (1951–2015) – historyk Gdańska, pisarz i dziennikarz
- Lech Skolimowski (1927–1980) – aktor teatralny i filmowy
- Przemysław Smolarek (1925–1991) – twórca i dyrektor Centralnego Muzeum Morskiego w Gdańsku
- Jakub Smug (1914–2010) – piłkarz Lechii Gdańsk
- Zdzisław Soczewiński (1931–2016) – bokser
- Adam Synowiecki (1929–2000) – profesor filozofii
- Tadeusz Szczepański (1960–1980) – działacz Wolnych Związków Zawodowych Wybrzeża, zginął w niewyjaśnionych okolicznościach
- Zbigniew Szpetulski (1930–1999) – żeglarz, nauczyciel akademicki
- Kazimierz Śliwa (1925–2015) – najmłodszy cichociemny, honorowy prezes Okręgu Pomorskiego Światowego Związku Żołnierzy Armii Krajowej
- Bogdan Śmigielski (1929–2013) – aktor teatralny i filmowy
- Andrzej Krzysztof Waśkiewicz (1941–2012) – poeta, krytyk literacki
- Florian Wichłacz (1908–1984) – nauczyciel, działacz społeczny, poseł na Sejm PRL
- Maria Zielińska (1924–2018) – śpiewaczka operowa związana z Operą Bałtycką w Gdańsku
- Józef Żylewicz (1912–1961) – biegacz, trener, działacz sportowy (cmentarz św. Franciszka)